# Мельников, Юрий Иосифович
Юрий Иосифович Мельников (25 апреля 1922, дер. Варвариха, Подмосковье — 28 декабря 1996) — советский и российский поэт, журналист. Член Союза писателей СССР (1961).

## Биография
Родился в крестьянской семье. После школы работал на железной дороге в почтовом отделении, с началом войны добровольцем ушёл на фронт. В армии вступил в партию. Был дважды ранен.Участник Парада Победы. Демобилизовался в 1946 году.
Затем поступил в Центральную комсомольскую школу при ЦК ВЛКСМ на отделение журналистики, после окончания которой по распределению попал в редакцию газеты «Молодёжь Молдавии» (Кишинёв).
Позднее окончил Литературный институт имени М. Горького.
С 1965 года на протяжении трёх десятилетий руководил литературным объединением «Московский учитель».
Возглавлял партийную организацию Московского отделения Союза писателей.
Жил в Москве на Красноармейской улице.
В 1953 году выпустил свой первый сборник «Рядовой запаса».
В 1976 году выпустил книгу стихов «Люблю и верю».
Награждён четырьмя орденами, медалями.